# Hipotensión ortostática
La hipotensión ortostática es una de las causas de los síncopes o desmayos.

## Descripción
La hipotensión ortostática es una caída de la presión arterial sanguínea que viene como consecuencia de que una persona haya estado de pie durante un tiempo prolongado, o cuando se pone de pie después de haber estado sentada o acostada. Una gran cantidad de sangre se acumula en las piernas impidiendo que la cantidad normal de sangre regrese al corazón, lo que da como consecuencia que tampoco sea posible que una cantidad adecuada de sangre salga del corazón para circular hacia el cuerpo, principalmente al cerebro. Con esto se produce una disminución momentánea del flujo sanguíneo al cerebro y la persona puede llegar a desmayarse.
La hipotensión ortostática se define como la caída de 20 mmHg o más en la TAS (tensión arterial sistólica) o un descenso de la TAS por debajo de 90 mmHg y una caída de 10 mmHg o más en la TAD (tensión arterial diastólica) o un descenso de la TAD por debajo de 60 mmHg dentro de los primeros 3 minutos tras adoptar la posición ortostática.

## Factores de riesgo
Suele ocurrir por:
- Cuando la persona está de pie o caminando; la pérdida de consciencia en el síncope disautonómico tiende a ser lenta y progresiva.
- Déficit autonómico primario.
- Se trata de un problema que con frecuencia no se diagnostica o se diagnostica mal.
- La ingesta de algunos fármacos, como vasodilatadores, nitratos, antagonistas del calcio, IECA, antiarrítmicos, antidepresivos, ansiolíticos, hipnóticos, antidiabéticos, clonidina (un agonista simpático α²), metildopa, metamizol, carbamacepina, terfenadina, bloqueadores α y bloqueadores β (prazosín como bloqueante α¹ y labetalol y carvedilol como bloqueantes α y β).
- La ingesta de bebidas alcohólicas
- Hipovolemia, una disminución significativa en la cantidad normal de sangre (hemorragia, diarrea, vómitos abundantes).
- Insuficiencia suprarrenal
- La bradicardia y sudoración son poco frecuentes en estos casos, a diferencia de lo que ocurre en pacientes con síncope vasovagal.
- El embarazo
- Personas de gran estatura
- Simpatectomía

### Tipos de hipotensión arterial
La hipotensión ortostática se define como la incapacidad del cuerpo para regular la presión arterial rápidamente. Se produce por cambios súbitos en la posición corporal (al pasar de estar acostado a estar de pie). Habitualmente, dura unos cuantos segundos o minutos, y puede provocar desmayos.[cita requerida]
- La hipotensión ortostática posprandial: Si ocurre después de comer, se denomina hipotensión ortostática posprandial, la cual afecta con más frecuencia a los adultos mayores, a personas con presión arterial alta y con mal de Parkinson.[cita requerida]

- La hipotensión mediada neuralmente:

Ocurre al estar mucho tiempo de pie, provocando mareos, desmayos o malestar estomacal. Este tipo de hipotensión afecta en mayor grado a adultos jóvenes y a niños.[cita requerida]
- La hipotensión severa se produce por una pérdida súbita de sangre que priva de oxígeno al cerebro.[cita requerida]